# Galium productum
Galium productum — вид рослин з родини маренові (Rubiaceae), ендемік Мадейри.

## Поширення
Ендемік архіпелагу Мадейра (о. Мадейра).